# 小行星8209
小行星8209（英語：8209 Toscanelli）是一颗围绕太阳公转的小行星。1995年2月28日，P. Sicoli、P. Ghezzi在索尔马诺发现了此天体。绝对星等为189.1992020989756等。
該小行星以文藝復興時期意大利數學家保罗·达尔·波佐·托斯卡内利命名。